# Олмо Ђентиле
Олмо Ђентиле (итал. Olmo Gentile) је насеље у Италији у округу Асти, региону Пијемонт.
Према процени из 2011. у насељу је живело 14 становника. Насеље се налази на надморској висини од 616 м.

## Становништво
| 1936. | 1951. | 1961. | 1971. | 1981. | 1991. | 2001. | 2011. |
| ----- | ----- | ----- | ----- | ----- | ----- | ----- | ----- |
| 393   | 336   | 254   | 187   | 145   | 140   | 104   | 90    |